# Eurhynchium flotowianum
Eurhynchium flotowianum là một loài Rêu trong họ Brachytheciaceae. Loài này được (Sendtn.) Kartt. mô tả khoa học đầu tiên năm 1990.